# Handwerkskammer Düsseldorf

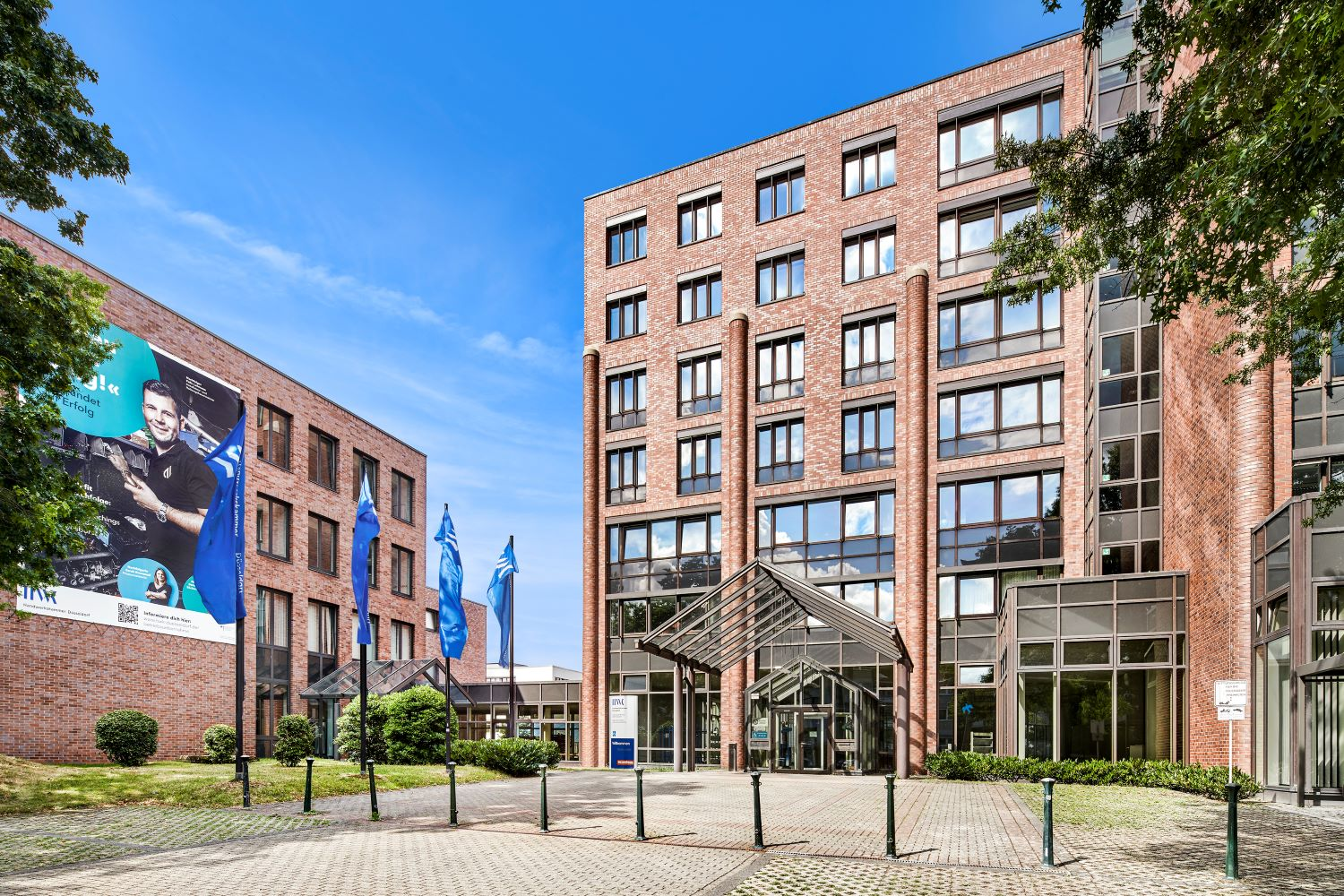
Die Handwerkskammer Düsseldorf am Georg-Schulhoff-Platz 1

Die Handwerkskammer Düsseldorf (HWK) ist eine von 53 Handwerkskammern in der Bundesrepublik Deutschland mit Sitz in der nordrhein-westfälischen Landeshauptstadt Düsseldorf. Mit über 60.000 Mitgliedsbetrieben und 260 Mitarbeitenden ist sie eine der größten Selbstverwaltungseinrichtungen der Wirtschaft. Sie vertritt die Interessen des gesamten Handwerks an Rhein, Ruhr und Wupper: Unternehmen, Mitarbeiter und Auszubildende. Ihr Betreuungsgebiet ist deckungsgleich mit dem Regierungsbezirk Düsseldorf.

## Gründung
Gegründet wurde die Handwerkskammer Düsseldorf am 26. April 1900 auf der Grundlage des Handwerkergesetzes aus dem Jahr 1897. Bis 1904 war Dr. Andreas Grunenberg (* 23. Juni 1856 in Münster; † 1931) erster Syndikus der Handwerkskammer. Nach dem Zweiten Weltkrieg genehmigte die britische Besatzungsmacht die Handwerkskammer Düsseldorf wieder als selbständige Organisation des Handwerks. Seit 1953 beschreibt die Handwerksordnung die Aufgaben der Handwerkskammer.

## Tätigkeiten
Wie alle Handwerkskammern ist die Kammer Düsseldorf eine Körperschaft öffentlichen Rechtes, die öffentliche Aufgaben wie das Führen des Handwerksverzeichnisses und der Lehrlingsrolle sowie Prüfungen in der beruflichen Aus- und Fortbildung wahrnimmt und als Träger öffentlicher Belange vertritt sie die Interessen ihrer Mitglieder. Außerdem steht sie ihren Mitgliedern mit vielen Dienstleistungen zur Verfügung.

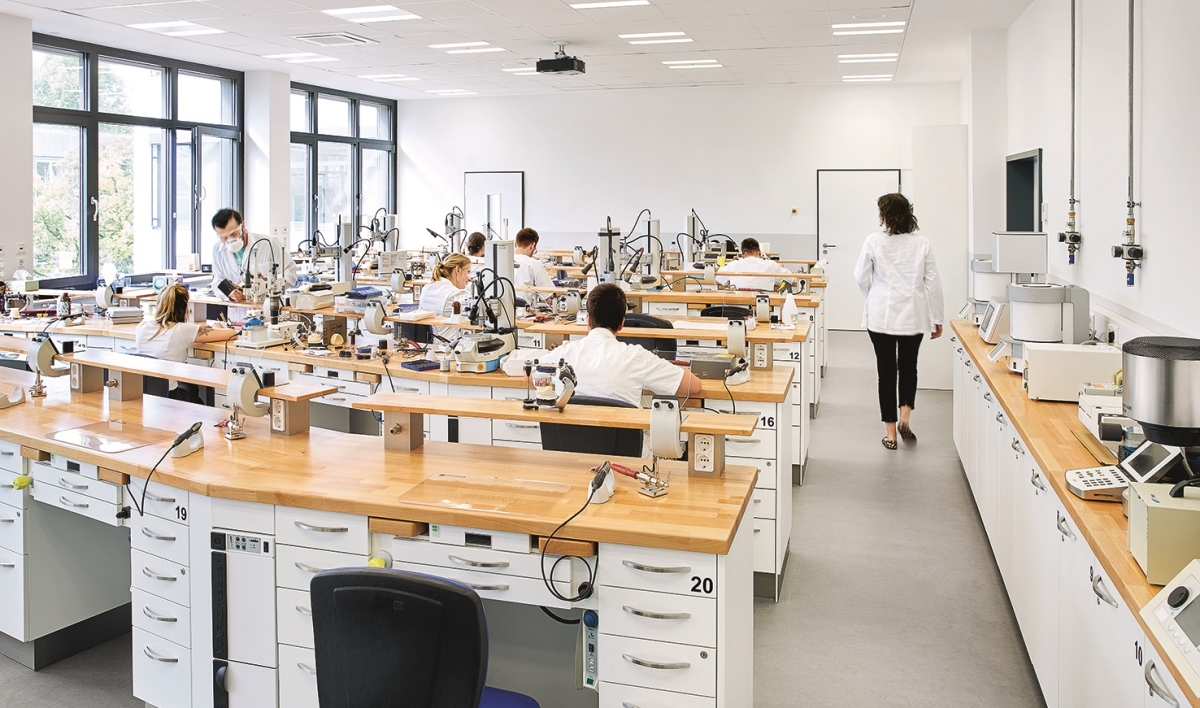
Zahntechniklabor der Akademie mit modernster technischer Ausstattung.

### Akademie der Handwerkskammer Düsseldorf
Die Handwerkskammer Düsseldorf betreibt ein Berufsbildungszentrum (die Akademie der Handwerkskammer), das sich auf die berufliche Weiterbildung zum Handwerksmeister in 23 Handwerksberufen und auf die kaufmännische und technische Fortbildung konzentriert. Es führt jährlich rund 1.000 junge Handwerker zum Meistertitel.

### Betriebsberatung
Das Beratungszentrum bietet Informationen und Beratung für alle Mitgliedsbetriebe. Beispielsweise erhalten die Mitglieder jährlich rund 12.000 Kurzzeitberatungen. Einen besonderen Schwerpunkt bildet die Beratung von Existenzgründern und die Unterstützung von Ausbildungsbetrieben. Handwerksbetriebe, die ins Ausland liefern oder im Ausland arbeiten, die Fragen zur planungsrechtlichen Situation am Betriebsstandort, zum Vergaberecht oder zur Vertragsgestaltung haben, gewerbliche Schutzrechte (Patente, Markenschutz) benötigen, Kontakte zur Forschung wünschen, ihren Marketingauftritt verbessern wollen, finden in der Handwerkskammer kompetente Ansprechpartner.

### Zentrum für Umwelt, Energie und Klima
Das seit 1990 bestehende Kompetenzzentrum für Umwelt, Energie und Klima der Handwerkskammer Düsseldorf hat seinen Sitz im Handwerkszentrum Ruhr in Oberhausen. Es bietet Beratungen und Weiterbildungen für Unternehmen an, zum Beispiel zu den Themen Klimaschutz und Energiemanagement.

### Institut zur Erlangung der Hochschulreife
Die Handwerkskammer Düsseldorf betreibt, zusammen mit der Stadt Düsseldorf und der Industrie- und Handelskammer seit 1958 den Verein „Institut zur Erlangung der Hochschulreife für Handwerker, Facharbeiter und andere Berufstätige mit abgeschlossener Ausbildung e. V.“ und damit das Wilhelm-Heinrich-Riehl-Kolleg.

## Präsidentschaft & Geschäftsführung
Andreas Ehlert, bevollmächtigter Bezirksschornsteinfeger aus Düsseldorf, ist seit April 2014 Präsident der Handwerkskammer Düsseldorf. Der vorherige Präsident Wolfgang Schulhoff verstarb 2014. Der Platz in Düsseldorf-Bilk, an dem die Handwerkskammer ihren Sitz hat, wurde nach Georg Schulhoff, Präsident der Handwerkskammer Düsseldorf von 1948 bis 1985, benannt.
Hauptgeschäftsführer ist Dr. Axel Fuhrmann.